# Spasoje Bulajič
Spasoje Bulajič (Slovenj Gradec, 24 novembre 1975) è un ex calciatore sloveno, di ruolo difensore.

## Carriera

### Club
Iniziò la sua carriera calcistica nel Rudar Velenje. Nella stagione 1994-1995 fu per un breve periodo di tempo nell'Olimpia Lubiana. Dopo due stagioni nel Celje, si trasferì al Maribor. Nella squadra vinse due campionati sloveni consecutivi e una coppa di Slovenia. Nel 1998 si trasferisce in Germania, al Colonia. Complici alcuni infortuni, riesce a collezionare 47 presenze in 4 stagioni. Al termine della stagione 2001-2002 viene acquistato dal Magonza. Nell'estate 2004 torna in Slovenia, al Mura 05. Dopo una stagione viene acquistato dai ciprioti dell'AEL Limassol. Nel 2007 passa all'AEP Paphos, in seconda divisione cipriota. Si ritira nel 2009, dopo un anno al Celje.

### Nazionale
Bulajič ha giocato 25 partite in nazionale, realizzando un gol in Slovenia-Repubblica Ceca, realizzando il gol del momentaneo vantaggio. La partita terminerà 1-3. Partecipò all'Euro 2000 e alla Coppa del Mondo FIFA 2002.

## Statistiche

### Presenze e reti nei club
| Stagione             | Squadra              | Campionato           | Campionato | Campionato | Coppe nazionali | Coppe nazionali | Coppe nazionali | Coppe continentali | Coppe continentali | Coppe continentali | Altre coppe | Altre coppe | Altre coppe | Totale | Totale | Totale |
| Stagione             | Squadra              | Comp                 | Pres       | Reti       | Comp            | Pres            | Reti            | Comp               | Pres               | Reti               | Comp        | Pres        | Reti        | Pres   | Reti   |        |
| -------------------- | -------------------- | -------------------- | ---------- | ---------- | --------------- | --------------- | --------------- | ------------------ | ------------------ | ------------------ | ----------- | ----------- | ----------- | ------ | ------ | ------ |
| 1992-1993            | Rudar Velenje        | 1. SNL               | 16         | 1          | CS              | ?               | ?               | -                  | -                  | -                  | -           | -           | -           | 16+    | 1+     |        |
| 1993-1994            | Rudar Velenje        | 1. SNL               | 27         | 0          | CS              | ?               | ?               | -                  | -                  | -                  | -           | -           | -           | 27+    | 0+     |        |
| Totale Rudar Velenje | Totale Rudar Velenje | Totale Rudar Velenje | 43         | 1          |                 | ?               | ?               |                    | -                  | -                  |             | -           | -           | 43+    | 1+     |        |
| lug.-dic. 1994       | Olimpia Lubiana      | 1. SNL               | 1          | 0          | CS              | ?               | ?               | CU                 | 0                  | 0                  | -           | -           | -           | 1+     | 0+     |        |
| gen.-giu. 1995       | Publikum Celje       | 1. SNL               | 14         | 0          | CS              | ?               | ?               | -                  | -                  | -                  | -           | -           | -           | 14+    | 0+     |        |
| 1995-1996            | Publikum Celje       | 1. SNL               | 29         | 2          | CS              | ?               | ?               | -                  | -                  | -                  | -           | -           | -           | 29+    | 2+     |        |
| 1996-1997            | Maribor              | 1. SNL               | 31         | 2          | CS              | 1+              | 0+              | CI                 | 4                  | 0                  | -           | -           | -           | 36+    | 2+     |        |
| 1997-1998            | Maribor              | 1. SNL               | 33         | 1          | CS              | ?               | ?               | UCL+CU             | 4+2                | 0                  | -           | -           | -           | 39+    | 1+     |        |
| Totale Maribor       | Totale Maribor       | Totale Maribor       | 64         | 3          |                 | 1+              | 0+              |                    | 10                 | 0                  |             | -           | -           | 75+    | 3+     |        |
| 1998-1999            | Colonia              | 2BL                  | 21         | 3          | CG              | ?               | ?               | -                  | -                  | -                  | -           | -           | -           | 21+    | 3+     |        |
| 1999-2000            | Colonia              | 2BL                  | 9          | 0          | CG              | ?               | ?               | -                  | -                  | -                  | -           | -           | -           | 9+     | 0+     |        |
| 2000-2001            | Colonia              | BL                   | 15         | 0          | CG              | 0               | 0               | -                  | -                  | -                  | -           | -           | -           | 15     | 0      |        |
| 2001-2002            | Colonia              | BL                   | 2          | 0          | CG              | 0               | 0               | -                  | -                  | -                  | -           | -           | -           | 2      | 0      |        |
| Totale Colonia       | Totale Colonia       | Totale Colonia       | 47         | 3          |                 | 0+              | 0+              |                    | -                  | -                  |             | -           | -           | 47+    | 3+     |        |
| 2002-2003            | Magonza              | 2BL                  | 21         | 1          | CG              | 1               | 0               | -                  | -                  | -                  | -           | -           | -           | 22     | 1      |        |
| 2003-2004            | Magonza              | 2BL                  | 2          | 0          | CG              | 0               | 0               | -                  | -                  | -                  | -           | -           | -           | 2      | 0      |        |
| Totale Magonza       | Totale Magonza       | Totale Magonza       | 23         | 1          |                 | 1               | 0               |                    | -                  | -                  |             | -           | -           | 24     | 1      |        |
| 2003-2004            | Magonza II           | RL                   | 13         | 0          | CG              | 0               | 0               | -                  | -                  | -                  | -           | -           | -           | 13     | 0      |        |
| 2004-2005            | Mura                 | 1. SNL               | 27         | 0          | CS              | ?               | ?               | -                  | -                  | -                  | -           | -           | -           | 27+    | 0+     |        |
| 2005-2006            | AEL Limassol         | A                    | 24         | 1          | CC              | ?               | ?               | -                  | -                  | -                  | -           | -           | -           | 24+    | 1+     |        |
| 2006-2007            | AEL Limassol         | A                    | 24         | 2          | CC              | ?               | ?               | -                  | -                  | -                  | -           | -           | -           | 24+    | 2+     |        |
| Totale AEL Limassol  | Totale AEL Limassol  | Totale AEL Limassol  | 48         | 3          |                 | ?               | ?               |                    | -                  | -                  |             | -           | -           | 48+    | 3+     |        |
| 2007-2008            | AEP Paphos           | B                    | 26         | 3          | CC              | ?               | ?               | -                  | -                  | -                  | -           | -           | -           | 26+    | 3+     |        |
| 2008-2009            | Celje                | 1. SNL               | 7          | 1          | CS              | ?               | ?               | -                  | -                  | -                  | -           | -           | -           | 7+     | 1+     |        |
| Totale Celje         | Totale Celje         | Totale Celje         | 50         | 3          |                 | ?               | ?               |                    | -                  | -                  |             | -           | -           | 50+    | 3+     |        |
| Totale carriera      | Totale carriera      | Totale carriera      | 342        | 17         |                 | 2+              | 0+              |                    | 10                 | 0                  |             | -           | -           | 354+   | 17+    |        |

### Cronologia presenze e reti in nazionale
| Cronologia completa delle presenze e delle reti in nazionale ― Slovenia | Cronologia completa delle presenze e delle reti in nazionale ― Slovenia | Cronologia completa delle presenze e delle reti in nazionale ― Slovenia | Cronologia completa delle presenze e delle reti in nazionale ― Slovenia | Cronologia completa delle presenze e delle reti in nazionale ― Slovenia | Cronologia completa delle presenze e delle reti in nazionale ― Slovenia | Cronologia completa delle presenze e delle reti in nazionale ― Slovenia | Cronologia completa delle presenze e delle reti in nazionale ― Slovenia |
| Data                                                                    | Città                                                                   | In casa                                                                 | Risultato                                                               | Ospiti                                                                  | Competizione                                                            | Reti                                                                    | Note                                                                    |
| ----------------------------------------------------------------------- | ----------------------------------------------------------------------- | ----------------------------------------------------------------------- | ----------------------------------------------------------------------- | ----------------------------------------------------------------------- | ----------------------------------------------------------------------- | ----------------------------------------------------------------------- | ----------------------------------------------------------------------- |
| 25-3-1998                                                               | Varsavia                                                                | Polonia                                                                 | 2 – 0                                                                   | Slovenia                                                                | Amichevole                                                              | -                                                                       | 46’                                                                     |
| 22-4-1998                                                               | Murska Sobota                                                           | Slovenia                                                                | 1 – 3                                                                   | Rep. Ceca                                                               | Amichevole                                                              | 1                                                                       | 23’                                                                     |
| 6-2-1999                                                                | Mascate                                                                 | Slovenia                                                                | 0 – 2                                                                   | Svizzera                                                                | Amichevole                                                              | -                                                                       | 68’                                                                     |
| 8-2-1999                                                                | Mascate                                                                 | Oman                                                                    | 0 – 7                                                                   | Slovenia                                                                | Amichevole                                                              | -                                                                       |                                                                         |
| 27-3-1999                                                               | Tbilisi                                                                 | Georgia                                                                 | 1 – 1                                                                   | Slovenia                                                                | Qual. Euro 2000                                                         | -                                                                       |                                                                         |
| 28-4-1999                                                               | Lubiana                                                                 | Slovenia                                                                | 1 – 1                                                                   | Finlandia                                                               | Amichevole                                                              | -                                                                       |                                                                         |
| 19-2-2000                                                               | Mascate                                                                 | Emirati Arabi Uniti                                                     | 1 – 1                                                                   | Slovenia                                                                | Amichevole                                                              | -                                                                       | 59’                                                                     |
| 23-2-2000                                                               | Mascate                                                                 | Oman                                                                    | 0 – 4                                                                   | Slovenia                                                                | Amichevole                                                              | -                                                                       | 60’                                                                     |
| 16-8-2000                                                               | Ostrava                                                                 | Rep. Ceca                                                               | 0 – 1                                                                   | Slovenia                                                                | Amichevole                                                              | -                                                                       |                                                                         |
| 3-9-2000                                                                | Toftir                                                                  | Fær Øer                                                                 | 2 – 2                                                                   | Slovenia                                                                | Qual. Mondiali 2002                                                     | -                                                                       |                                                                         |
| 24-3-2001                                                               | Mosca                                                                   | Russia                                                                  | 1 – 1                                                                   | Slovenia                                                                | Qual. Mondiali 2002                                                     | -                                                                       |                                                                         |
| 28-3-2001                                                               | Lubiana                                                                 | Slovenia                                                                | 1 – 1                                                                   | Jugoslavia                                                              | Qual. Mondiali 2002                                                     | -                                                                       |                                                                         |
| 25-4-2001                                                               | Copenaghen                                                              | Danimarca                                                               | 3 – 0                                                                   | Slovenia                                                                | Amichevole                                                              | -                                                                       |                                                                         |
| 15-8-2001                                                               | Lubiana                                                                 | Slovenia                                                                | 2 – 2                                                                   | Romania                                                                 | Amichevole                                                              | -                                                                       | 46’                                                                     |
| 6-10-2001                                                               | Lubiana                                                                 | Slovenia                                                                | 2 – 0                                                                   | Fær Øer                                                                 | Qual. Mondiali 2002                                                     | -                                                                       | 89’                                                                     |
| 8-6-2002                                                                | Taegu                                                                   | Slovenia                                                                | 0 – 1                                                                   | Sudafrica                                                               | Mondiali 2002 - 1º turno                                                | -                                                                       | 60’                                                                     |
| 12-6-2002                                                               | Seogwipo                                                                | Slovenia                                                                | 1 – 3                                                                   | Paraguay                                                                | Mondiali 2002 - 1º turno                                                | -                                                                       |                                                                         |
| 21-8-2002                                                               | Trieste                                                                 | Italia                                                                  | 0 – 1                                                                   | Slovenia                                                                | Amichevole                                                              | -                                                                       |                                                                         |
| 7-9-2002                                                                | Lubiana                                                                 | Slovenia                                                                | 3 – 0                                                                   | Malta                                                                   | Qual. Euro 2004                                                         | -                                                                       |                                                                         |
| 12-2-2003                                                               | Nova Gorica                                                             | Slovenia                                                                | 1 – 5                                                                   | Svizzera                                                                | Amichevole                                                              | -                                                                       |                                                                         |
| 2-4-2003                                                                | Lubiana                                                                 | Slovenia                                                                | 4 – 1                                                                   | Cipro                                                                   | Qual. Euro 2004                                                         | -                                                                       |                                                                         |
| 11-10-2003                                                              | Limassol                                                                | Cipro                                                                   | 2 – 2                                                                   | Slovenia                                                                | Qual. Euro 2004                                                         | -                                                                       | 84’                                                                     |
| 15-11-2003                                                              | Zagabria                                                                | Croazia                                                                 | 1 – 1                                                                   | Slovenia                                                                | Qual. Euro 2004                                                         | -                                                                       | 86’                                                                     |
| 19-11-2003                                                              | Lubiana                                                                 | Slovenia                                                                | 0 – 1                                                                   | Croazia                                                                 | Qual. Euro 2004                                                         | -                                                                       | 89’                                                                     |
| 31-3-2004                                                               | Celje                                                                   | Slovenia                                                                | 0 – 1                                                                   | Lettonia                                                                | Amichevole                                                              | -                                                                       | 86’                                                                     |
| 28-4-2004                                                               | Lancy                                                                   | Svizzera                                                                | 2 – 1                                                                   | Slovenia                                                                | Amichevole                                                              | -                                                                       |                                                                         |
| Totale                                                                  |                                                                         | Presenze                                                                | 26                                                                      |                                                                         | Reti                                                                    | 1                                                                       |                                                                         |

## Palmarès
- Campionato sloveno: 2

Maribor: 1996-1997, 1997-1998
- Coppa di Slovenia: 1

Maribor: 1996-1997
- Seconda divisione cipriota: 1

AEP Paphos: 2007-2008